# Wielka Synagoga w Helsinkach
Wielka Synagoga w Helsinkach (fiń. Helsingin synagoga, szw. Helsingfors synagoga) – jedna z dwóch czynnych synagog w Finlandii, znajdująca się w stolicy kraju, Helsinkach, w dzielnicy Kamppi.
Synagoga została zbudowana w 1906 roku, według projektu Johana Jacoba Ahrenberga w stylu historycznym z elementami mauretańsko-orientalnymi. Jest jednym z bardziej oryginalnych budynków w mieście ze względu na swój styl oraz wielką kopułę, znajdująca się bezpośrednio nad główną salą modlitewną. W 2006 roku synagoga obchodziła 100-lecie istnienia.